# Федоровка (Красноармійський район)
Фёдоровка (рос. Фёдоровка) — присілок у Красноармійському районі Челябінської області Російської Федерації.
Входить до складу муніципального утворення Баландинське сільське поселення. Населення становить 65 осіб (2010).

## Історія
Від 13 січня 1941 року належить до Красноармійського району Челябінської області.
Згідно із законом від 9 липня 2004 року органом місцевого самоврядування є Баландинське сільське поселення.

## Населення
| 1970 | 1979  | 2002 | 2010 |
| ---- | ----- | ---- | ---- |
| 3058 | ↗3158 | ↘45  | ↗65  |